# Tempio dei Dioscuri
Il tempio dei Dioscuri (meglio noto come tempio dei Càstori) è un tempio del Foro Romano nell'antica Roma.

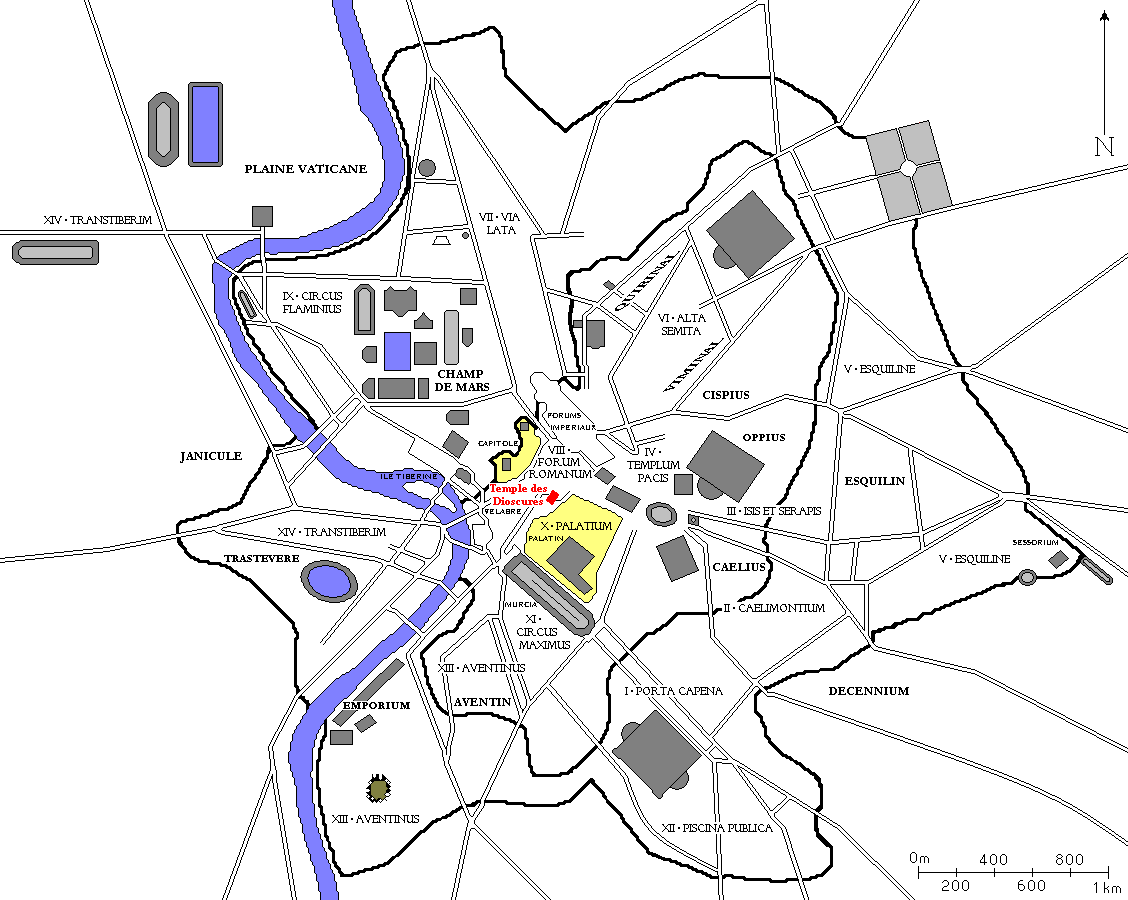
Posizione del Tempio

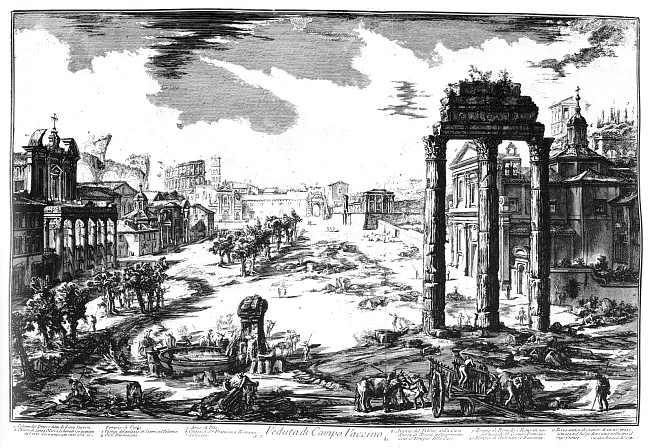
Il Tempio in un disegno di Giovanni Battista Piranesi nel XVIII secolo.

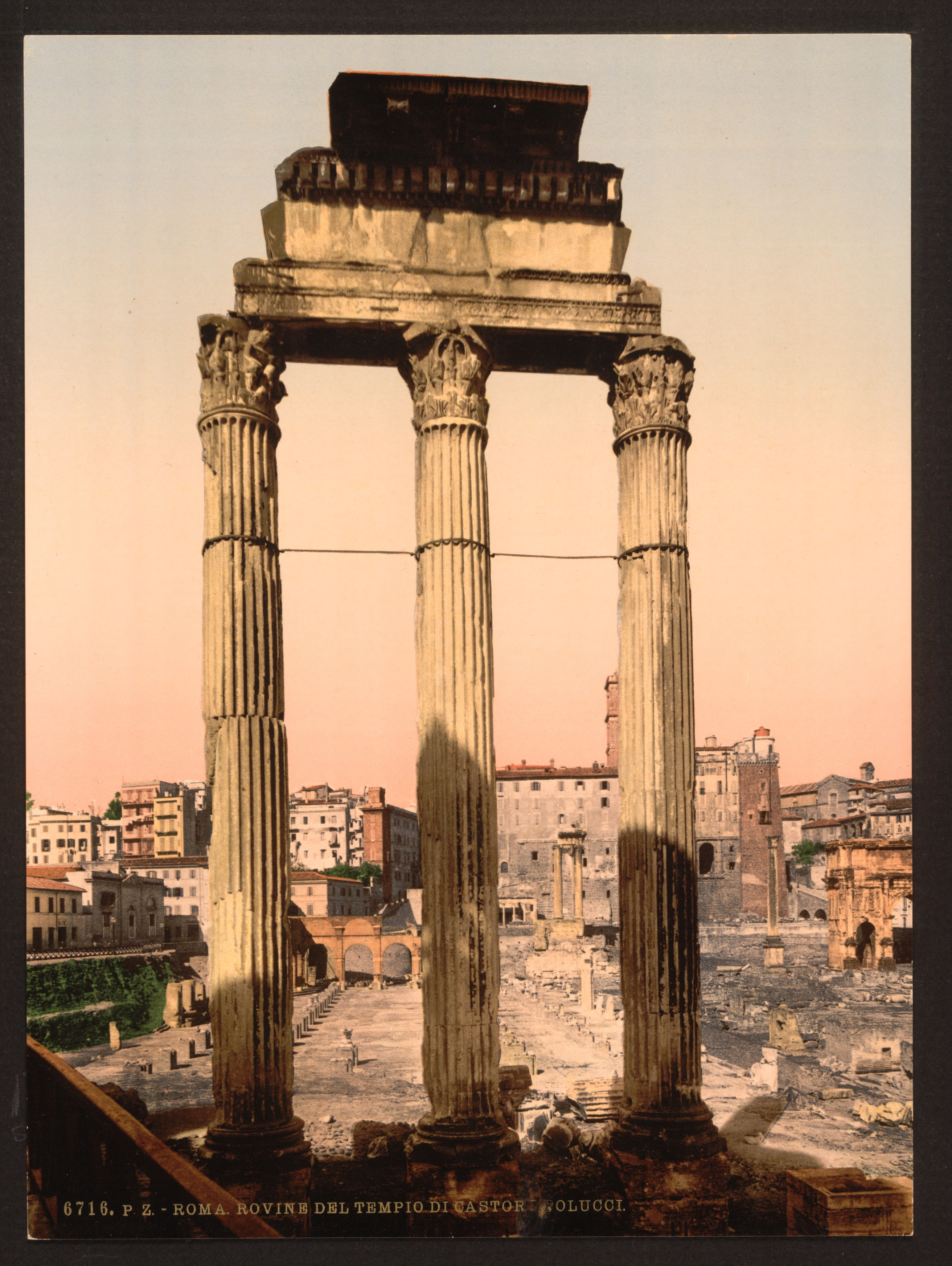
Il tempio in una fotografia di fine XIX secolo

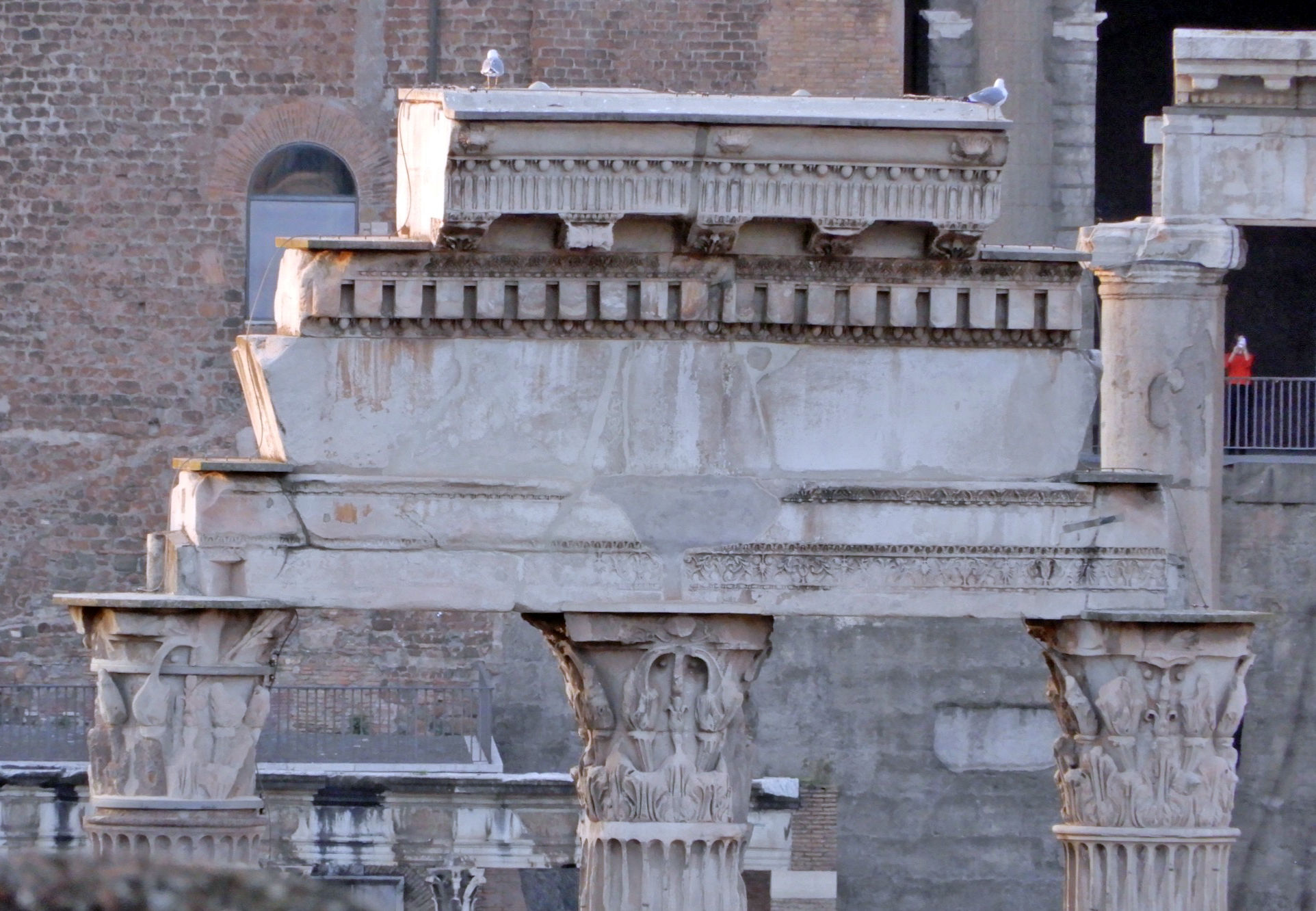
Trabeazione dell'elevato della fase tiberiana

## Storia
Il suo nome ufficiale era aedes o templum Castoris ("tempio" o "santuario di Càstore"), ma nelle fonti si ritrova anche nominato come aedes Castorum o aedes Castoris et Pollucis ed era dedicato ai Dioscuri. Si trovava all'angolo sud-orientale della piazza del Foro, nei pressi della fonte di Giuturna.
Venne promesso in voto dal dittatore Aulo Postumio Albo Regillense nel 499 o 496 a.C. in seguito all'apparizione dei Dioscuri, che avevano abbeverato i loro cavalli presso la fonte di Giuturna dopo la battaglia del lago Regillo. Venne dedicato nel 484 a.C. dal figlio di Postumio, nominato duoviro per sovraintendere alla sua erezione.
Primo esempio di tempio romano dedicato a divinità elleniche, fu sempre legato alla classe degli equites e probabilmente dal tempio partiva la tradizionale parata degli equites (transvectio equitum), istituita da Quinto Fabio Massimo Rulliano nel 304 a.C. e che si teneva ogni anno il 15 luglio, anniversario della battaglia.
Dopo la fondazione subì diverse ricostruzioni, attestate dalle fonti:
- nel 117 a.C. ad opera di Lucio Cecilio Metello Dalmatico
- Gaio Verre, come pretore era stato incaricato di un nuovo restauro nel 74 a.C.
- Fu interamente ricostruito dal futuro imperatore Ottaviano, che lo dedicò nel 6 d.C. a nome del figlio adottivo Tiberio (futuro imperatore) e di suo fratello Druso.

In seguito Caligola lo incorporò come vestibolo nei palazzi imperiali del Palatino, ma venne riportato già sotto Claudio all'originaria funzione.

## Descrizione
I resti attuali risalgono all'ultima ricostruzione voluta da Tiberio; tre delle colonne del lato lungo orientale e il nucleo del podio in opera cementizia (si tratta del riempimento tra le parti portanti, costruite in opera quadrata, ma i cui blocchi sono stati in seguito asportati per il reimpiego). Il podio del tempio tiberiano ingloba strutture delle fasi precedenti.

### Il tempio del V secolo a.C.
Delle murature in opera quadrata di cappellaccio si riferiscono al primo edificio del 484 a.C. e consentono di ricostruirne l'originario aspetto.
Si trattava di un tempio di tipo italico, con tre celle e un profondo pronao, con lo stesso orientamento dell'attuale e di poco più piccolo; a questo tempio appartengono probabilmente i frammenti di decorazione architettonica in terracotta rinvenuti negli scavi.

### Una ricostruzione del II secolo a.C.
Resti in opera cementizia si riferiscono ad una trasformazione dell'edificio della prima metà del II secolo a.C., legata probabilmente all'istituzione del tribunale: il pronao venne reso meno profondo e la parte anteriore del podio venne abbassata e coperta con lastre in peperino per essere utilizzata come tribunale.
Il tempio fu forse trasformato in un periptero sine postico (con colonne anche lungo i lati, ma non sul retro). Il pavimento della cella doveva essere in mosaico bianco.

### Il tempio metelliano del 117 a.C.
In questa fase il podio era costituito da tre strutture in opera cementizia, inglobate nel successivo podio tiberiano, rispettivamente per la cella, per il pronao e per il tribunale antistante, con i muri più esterni del podio più antico utilizzati come fondazioni per le colonne laterali.
Il tempio aveva probabilmente l'aspetto di un tempio ottastilo (otto colonne sulla fronte) periptero sine postico (con colonne anche sui lati lunghi, ma non sul retro). Le colonne e la trabeazione dovevano essere in travertino rivestito di stucco, mentre i muri della cella erano costruiti in blocchi di tufo dell'Aniene.
Le pareti interne della cella erano decorate da tre colonne ciascuna, delle quali restano le fondazioni. L'originario pavimento della cella era in mosaico, con un bordo decorato da un meandro policromo in prospettiva. Nel I secolo a.C. il mosaico venne sostituito da un pavimento in opus sectile marmoreo, con una decorazione di cubi in prospettiva.

### Il tempio tiberiano
In seguito alla distruzione del tempio metelliano, dovuta probabilmente ad un incendio (14 o 9 a.C.), l'edificio venne interamente ricostruito nella forma che conserva tuttora e inaugurato nel 6 d.C. da Tiberio.
Il podio venne ulteriormente alzato e ingrandito (32 m x 49,5 m), ancora con tre strutture in opera cementizia per la cella, il pronao e il tribunale, in origine rivestite da muri in blocchi di tufo dell'Aniene e travertino, oggi scomparsi. Nel podio si aprivano ambienti utilizzati come deposito e banca, chiusi da grate, mentre altri dovevano essere affidati a privati per attività commerciali.
L'elevato, in marmo lunense (marmo di Carrara) aveva l'aspetto di un tempio ottastilo periptero, di ordine corinzio, con 11 colonne sui lati lunghi. L'interno della cella era decorato con colonne più piccole dai fusti in marmo giallo antico e aveva un pavimento in mosaico bianco e nero, più tardi sostituito da uno in lastre di marmi colorati.
Davanti al tempio si trova un tribunale, più piccolo dei suoi predecessori, dal quale un'ampia scalinata permette di accedere al tempio; altre scale laterali permettevano l'accesso diretto al pronao. Entro la fine del II secolo d.C. il tribunale, non più utilizzato, venne eliminato e rimpiazzato da un'unica gradinata frontale di accesso.
Il tempio doveva già essere in rovina nel IV secolo, quando un muro presso la fonte di Giuturna ne reimpiegò parte del materiale. Un blocco di marmo del tempio fu anche usato per la base della statua equestre di Marco Aurelio nel Campidoglio.

## Funzioni
A partire dal 160 a.C. fu adoperato come luogo di riunione del Senato e nello stesso periodo davanti al tempio venne istituito un importante tribunale. Per tutto il I secolo a.C. ebbe una funzione più di edificio pubblico, legato alla vita politica, che di edificio religioso. Negli ambienti aperti nel podio erano conservati i pesi e le misure ufficiali e alcuni di essi erano utilizzati come "banche" o depositi.
Sul podio del tempio era posta una delle tre tribune di Rostri del Foro (le altre erano i Rostri imperiali e quelli sul podio del tempio del Divo Giulio). Da questa tribuna Cesare perorò la sua riforma agraria. Il podio fu anche usato come tribuna presidenziale durante i comizi legislativi, che si tenevano nella piazza.
Qui si trovava anche l'ufficio dei Pesi e Misure e nelle stanzette trovate tra gli intercolumni sul lato orientale dovevano avere sede i negozi di banchieri citati dalle fonti.